# روز دی (آلبوم)
روز دی (انگلیسی: D-Day) نخستین آلبوم استودیویی از رپر اهل کره جنوبی آگوست دی است که بیشتر با عنوان شوگا از بی‌تی‌اس شناخته می‌شود. این آلبوم در ۲۱ آوریل ۲۰۲۳ توسط بیگ هیت میوزیک به عنوان سومین بخش از سه‌گانه شوگا پس از میکس‌تیپ‌های آگوست دی (۲۰۱۶) و دی-۲ (۲۰۲۰) منتشر شد. این آلبوم شامل ده قطعه است و جی-هوپ هم‌گروهی‌اش در بی‌تی‌اس، آی‌یو، ریوئیچی ساکاموتو و کیم وو سونگ از گروه د رز در آن حضور داشتند.

## جدول‌ها
| جدول (۲۰۲۳)                                   | بهترین جایگاه |
| --------------------------------------------- | ------------- |
| آلبوم‌های استرالیایی (ای‌آرآی‌ای)                | ۴             |
| آلبوم‌های اتریشی (آلبوم‌های او۳)                | ۲             |
| آلبوم‌های بلژیکی (اولتراتاپ فلاندرز)           | ۸             |
| آلبوم‌های بلژیکی (اولتراتاپ والونیا)           | ۱             |
| آلبوم‌های کانادایی (بیلبورد)                   | ۹             |
| آلبوم‌های بین‌المللی کرواسی (اچ‌دی‌یو)            | ۸             |
| آلبوم‌های دانمارکی (هیت‌لیستن)                  | ۲۵            |
| آلبوم‌های هلندی (جدول‌های هلند)                 | ۱۶            |
| آلبوم‌های فنلاندی (جدول رسمی فنلاند)           | ۱۳            |
| آلبوم‌های فرانسوی (اس‌ان‌ئی‌پی)                   | ۱             |
| آلبوم‌های آلمانی (۱۰۰ آلبوم برتر رسمی)         | ۳             |
| البوم‌های یونانی (آی‌اف‌پی‌آی)                    | ۷             |
| آلبوم‌های مجارستانی (ماهاز)                    | ۲             |
| آلبوم‌های ایرلندی (انجمن صنعت ضبط ایرلند)      | ۷۲            |
| آلبوم‌های ایتالیایی (فیمی)                     | ۷             |
| آلبوم‌های ژاپنی (اوریکون)                      | ۲             |
| آلبوم‌های ترکیبی ژاپنی (اوریکون)               | ۲             |
| آلبوم‌های داغ ژاپنی (بیلبورد ژاپن)             | ۲             |
| البوم‌های لیتوانی (ای‌جی‌ای‌تی‌ای)                 | ۳             |
| آلبوم‌های نیوزیلندی (آرام‌ان‌زد)                 | ۷             |
| آلبوم‌های لهستانی (ZPAV)                       | ۱             |
| آلبوم‌های پرتغالی (ای‌اف‌پی)                     | ۱             |
| آلبوم‌های کره جنوبی (سرکل)                     | ۱             |
| آلبوم‌های اسپانیایی (پروموزیکای)               | ۶             |
| آلبوم‌های سوئدی (برترین‌های سوئد)               | ۵۵            |
| آلبوم‌های سوئیسی (جدول موسیقی سوئیس)           | ۲             |
| آلبوم‌های بریتانیا (شرکت جدول‌های رسمی)         | ۴۱            |
| آلبوم‌های آراندبی بریتانیا (شرکت جدول‌های رسمی) | ۲             |
| بیلبورد ۲۰۰ آمریکا                            | ۲             |
| البوم‌های رپ برتر آمریکا (بیلبورد)             | ۱             |
| البوم‌های جهانی آمریکا (بیلبورد)               | ۱             |

| جدول (۲۰۲۳)               | بهترین جایگاه |
| ------------------------- | ------------- |
| آلبوم‌های ژاپنی (اوریکون)  | ۳             |
| آابوم‌های کره جنوبی (سرکل) | ۳             |

## گواهی‌نامه‌ها
| منطقه                             | گواهی   | واحد گواهی‌شده/فروش |
| --------------------------------- | ------- | ------------------ |
| ژاپن (آرآی‌ای‌جی)                   | طلا     | ۱۰۰٬۰۰۰^           |
| کره جنوبی (گائون)                 | Million | ۱٬۰۰۰٬۰۰۰^         |
| ^ رقم توزیع تنها بر پایهٔ گواهی‌ها. |         |                    |

## تاریخچه انتشار
| منطقه        | تاریخ         | فرمت                       | ورژن                             | ناشر    | منابع  |
| ------------ | ------------- | -------------------------- | -------------------------------- | ------- | ------ |
| ایالات متحده | ۲۱ آوریل ۲۰۲۳ | سی‌دی دانلود دیجیتال استریم | معمولی انحصاری وورس ایالات متحده | بیگ هیت | [ ۴۰ ] |
| مختلف        | ۲۱ آوریل ۲۰۲۳ | سی‌دی دانلود دیجیتال استریم | معمولی آلبوم‌های وی‌ورس            | بیگ هیت | [ ۴۱ ] |
| ژاپن         | ۲۲ آوریل ۲۰۲۳ | سی‌دی دانلود دیجیتال استریم | معمولی                           | بیگ هیت | [ ۴۲ ] |
| ایالات متحده | ۱۱ مه ۲۰۲۳    | دانلود دیجیتال استریم      | آلبوم‌های وی‌ورس                   | بیگ هیت | [ ۴۰ ] |